# روجر غرايرسون
روجر غرايرسون (بالإنجليزية: Roger Grierson)‏ هو موسيقي نيوزيلندي، ولد في 1 يونيو 1957.

## وصلات خارجية
- روجر غرايرسون على موقع IMDb (الإنجليزية)
- روجر غرايرسون على موقع ديسكوغز (الإنجليزية)